# Empheremyia atra
Empheremyia atra là một loài ruồi trong họ Tachinidae.